# Samuel Adams
Samuel Adams, ameriški politik in filozof, * 27. september 1722, Boston, † 2. oktober 1803, Cambridge, Massachussets
Adams je bil ameriški državnik in politik, eden od ustanovnih očetov Združenih držav, vodja massachusettskih radikalov in ameriške revolucije, delegat kontinentalnega kongresa (1774–1781) in podpisnik izjave o Neodvisnosti. Kasneje je bil namestnik guvernerja (1789–1793) in guverner (1794–1797) Massachusettsa.
Adams je bil očetov bratranec Johna Adamsa, drugega predsednika Združenih držav Amerike.

## Biografija

### Začnetki
Po dobri izobrazbi (leta 1740 je diplomiral na harvardski univerzi) je kratek čas študiral pravo, nato pa se je vrgel v podjetniške vode, a so mu vsi posli propadli, zato se je zaposlil kot carinik v kolonialni upravi. Že kot bostonski carinik je začel ovirati britanske zakone, ker ni pobiral davkov, prikrival dokumentacijo – pogumno se je izpostavil posledicam.
Hkrati se je vključil v politično življenje na lokalni ravni. Ko je britanski parlament leta 1764 sprejel zakon o sladkorju in davek na melaso je Adams postal močan nasprotnik britanske kolonialne vladavine. Ta zakon je ostro napadal in bil eden prvih kolonistov, ki so protestirali proti obdavčitvi brez pravice do zastopanja.
Po izvolitvi za delegata v spodnji dom kolonije province Massachusetts je svoj mandat opravljal do 1774, po 1776 pa je postal uradnik tega organa in se od 1769 profiliral kot vodja massachusettskih radikalov, ki so ostro nasprotovali avtoriteti britanskega parlamenta nad kolonijami.
Ko je 1767 britanski parlament sprejel "Townshend Acts", ki je zvišal tarife v ameriških kolonijah kot nadomestilo za znižanje davka v Angliji, Adamsu ni uspelo prepričati kolonistov iz Massachusettsa v bolj radikalen upor, toda ko sta 2 britanska polka vojska vstopila v Boston, da bi preprečil tihotapljenje blaga je naredil je vse, da bi izzval odpor prebivalcev Bostona do njih. V lokalnih časopisih jih je prikazoval kot posiljevalce žensk in razvil veliko propagandno dejavnost proti njim – kar je na koncu pripeljalo do bostonskega pokola. "Adams" je tudi ta dogodek spretno izkoristil in zahteval takojšnjo odstranitev vojske iz Bostona ter razveljavitev townshendskih zakonov. Poleg propagandnih dejavnosti se je Adams ukvarjal tudi z ustanavljanjem domoljubnih organizacij, ki so kasneje igrale pomembno vlogo v boju proti Britancem.
Ko je britanski parlament leta 1773 sprejel zakon o čaju, ki je Britanski vzhodnoindijski družbi podelil monopol za prodajo čaja po kolonijah, je Adams pokazal ves svoj politični talent. Čeprav ni neposredno sodeloval pri bostonski čajanki, je bil nedvomno eden od njenih načrtovalcev. Spet je bil vodilna osebnost v Massachusettsu pri oviranju "Intolerable acts", ki jih je sprejel britanski parlament v maščevanje za uničenje čaja v bostonskem pristanišču in kot član Prvega celinskega kongresa, ki je govoril v imenu Trinajstih kolonij je trdil, da morajo delegati odločno nasprotovati zahtevam Britanije. Kot član provincialnega kongresa Massachusettsa 1774–1775 je sodeloval pri pripravah na vojno proti Veliki Britaniji.

### Adams kot član Kontinentalnega kongresa
Kot član Drugega kontinentalnega kongresa, kjer je bil do 1781, je bil Adams manj viden kot je bil v Massachusettsu, ker so bili v kongresu tudi drugi radikali. Skupaj z Johnom Adamsom je bil med prvimi, ki so se zavzemali za dokončno ločitev od Velike Britanije, oba sta podpisala Izjavo o neodvisnosti in oba imela velik vpliv v kongresu.
Adams je bil član skupščine, ki je leta 1780 pripravila ustavo Massachusettsa in bil član seje, ko je njegova država ratificirala zvezno ustavo. Toda Adams je bil tudi prvi antifederalist, ki je nasprotoval ratifikaciji ustave zaradi strahu, da bi dala preveč moči zvezni vladi, na koncu je popustil, ko so federalisti obljubili, da bodo podprli določeno število prihodnjih amandmajev, vključno z "Bill of rights". Izgubil je na prvih volitvah za delegate v ameriški kongres. Na politično sceno se je vrnil kot privrženec Hancocka, od 1789 do 1793 je bil namestnik guvernerja Massachusettsa in nato guverner 1794 do 1797.
Ko so se začele rojevati ameriške politične stranke se je povezal z demokratskimi-republikanci Thomasa Jeffersona. Leta 1796 se je umaknil iz javnega življenja.